# Selección de hockey sobre patines de Suiza
La selección de Suiza de hockey sobre patines es el equipo nacional que representa a la Federación suiza de hockey patines (SRHV/FSRH) en competiciones internacionales de hockey patines. Participa habitualmente en el campeonato mundial y en el campeonato europeo.

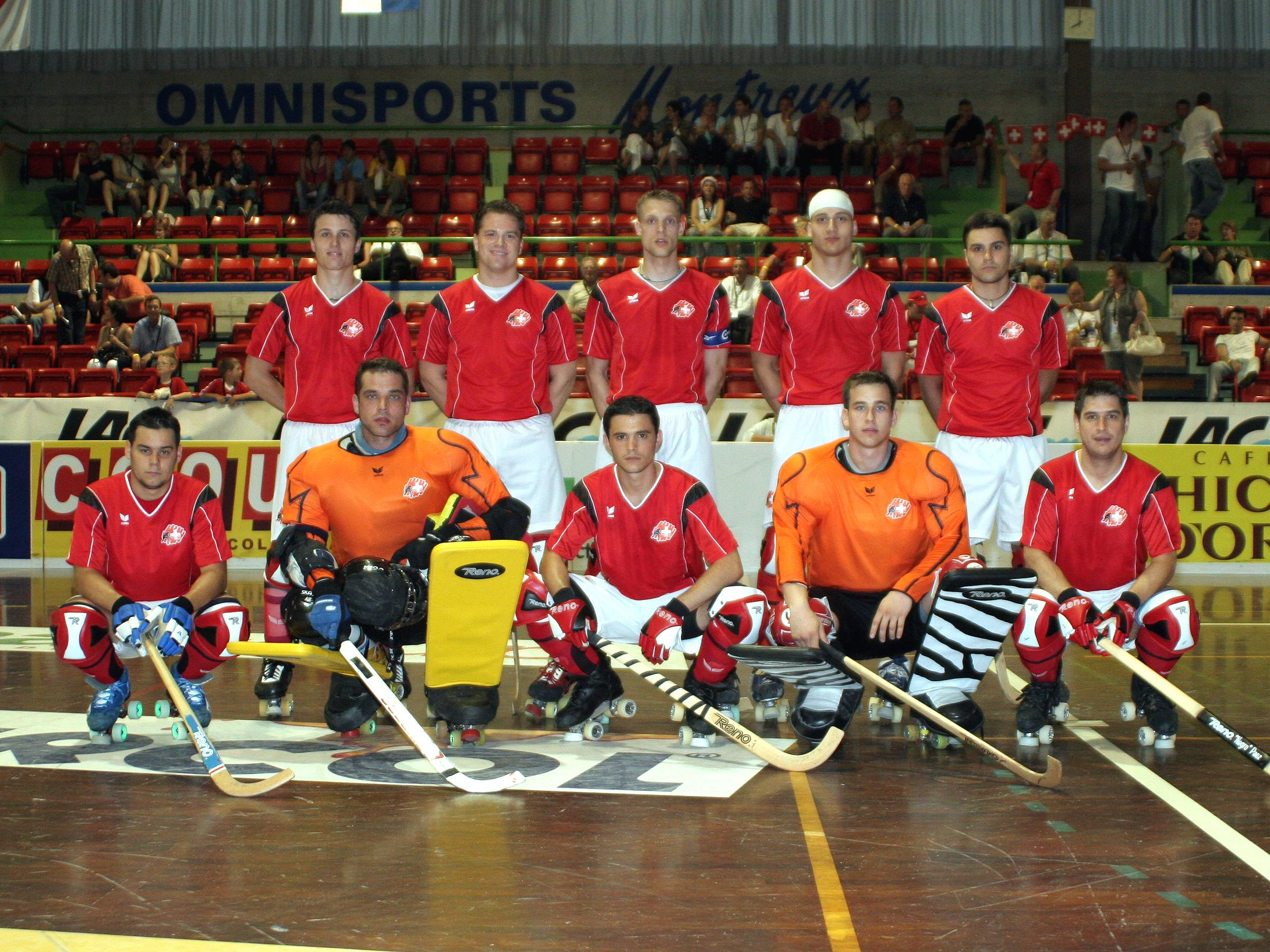
Selección de Suiza en el Mundial de 2007.

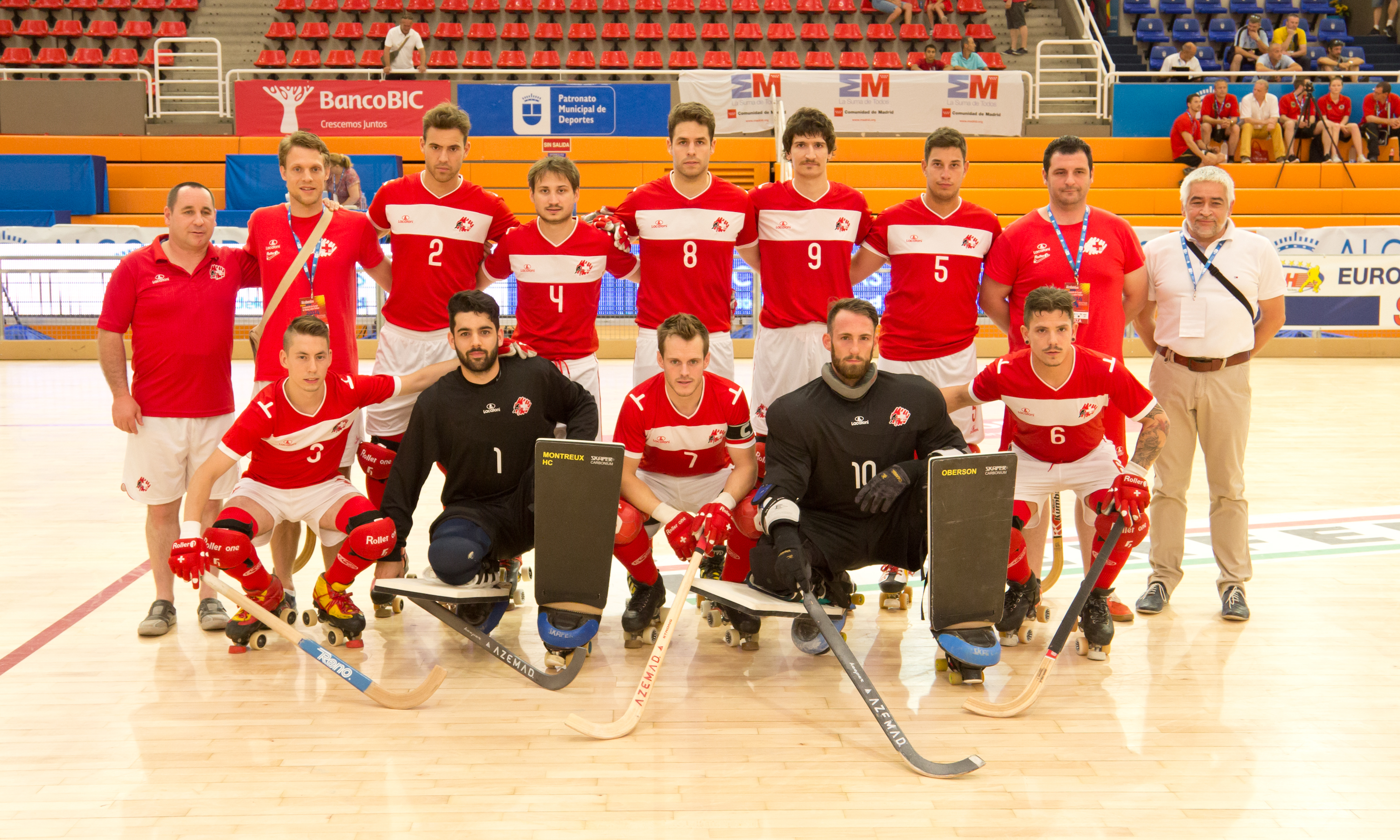
Selección de Suiza en el Europeo de 2014.

ç

## Integrantes
Según la convocatoria para el Campeonato europeo de hockey sobre patines masculino de 2014 de Alcobendas:
Cuerpo técnico
- Primer delegado: Aldo Rui
- Entrenador: Mateo de Ramón Vilella
- Segundo entrenador: Stefan Rubi
- Fisioterapeuta: Thierry Grandchamp